# Eustrotia girba
Eustrotia girba är en fjärilsart som beskrevs av Druce 1889. Eustrotia girba ingår i släktet Eustrotia och familjen nattflyn. Inga underarter finns listade i Catalogue of Life.